# Джейн (Міссурі)
Джейн (англ. Jane) — селище (англ. village) в США, в окрузі Макдональд штату Міссурі. 